# Kirjat Chajim Ma'aravit
Kirjat Chajim Ma'aravit (hebrejsky: קריית חיים מערבית, doslova Západní Kirjat Chajim) je část města Haifa v Izraeli. Tvoří podčást 1. městské čtvrti Kirjat Chajim-Kirjat Šmu'el. Jde o územní jednotku vytvořenou pro administrativní, demografické a statistické účely. Zahrnuje západní území městské čtvrti Kirjat Chajim, na pobřeží Haifského zálivu.
Kirjat Chajim Ma'aravit vznikla převážně až po roce 1948 na písečných dunách, západně od železniční trati, a je charakterizována hromadnou zástavbou v převážně bytových domech. Populace je židovská, bez arabského prvku. Rozkládá se na ploše 1,57 kilometru čtverečního. V roce 2008 zde žilo 9 170 lidí, z toho 8 100 Židů.